# BEC Hall of Fame
Die BEC Hall of Fame ist eine Auszeichnung der europäischen Badminton-Dachorganisation Badminton Europe Confederation.
In die BEC Hall of Fame werden seit 2013 Badmintonsportler oder Personen aus der Administration vonseiten der Badminton Europe Confederation aufgenommen, die sich durch besondere Leistungen im Badminton ausgezeichnet oder sich besondere Verdienste bei der Förderung des Badmintonsports erworben haben. Als erste Person wurde im April 2013 der Däne Erland Kops in die europäische Ruhmeshalle aufgenommen. Neben der Badminton Hall of Fame Europas betreiben auch der Weltverband sowie die Verbände der USA und Kanadas eigene Ruhmeshallen für Personen in ihren Verantwortungsbereichen.

## Mitglieder der BEC Hall of Fame
| Name                   | Aufnahmejahr |
| ---------------------- | ------------ |
| Erland Kops, Dänemark  | 2013         |
| Gillian Gilks, England | 2014         |
| Lene Køppen, Dänemark  | 2015         |
| Morten Frost, Dänemark | 2016         |
| Nora Perry, England    | 2017         |
| Peter Gade, Dänemark   | 2018         |
| Mike Tredgett, England | 2019         |